# Vaguemestre
Un vaguemestre est un militaire chargé du service postal. Sous l'Ancien Régime, il s'agissait d'un officier chargé de la conduite des convois militaires.
Cette appellation a été étendue notamment aux secteurs des hôpitaux, prisons, maisons de retraite, avions, bateaux, grandes entreprises, cités universitaires ou centres d'affaires.

## Établissements pénitentiaires
Dans les établissements pénitentiaires français, le fonctionnement de l'agence postale consiste à assurer la gestion du courrier arrivée et départ (y compris les courriers spéciaux comme les colis ou les lettres recommandées), la censure des courriers arrivée et départ des personnes détenues (et éventuellement la transmission au magistrat compétent), la réception et l'encaissement des mandats pour le compte des personnes détenues (sous le contrôle du régisseur des comptes nominatifs), de même que l'expédition de mandats ou de lettres simples ou recommandées pour le compte des personnes détenues.
Dans certains cas, cet agent est également chargé d'effectuer des courses pour le compte de l'établissement pénitentiaire, tous services confondus (sous le contrôle du régisseur budgétaire) ou pour le compte des personnes détenues (sous le contrôle du régisseur des comptes nominatifs)[réf. nécessaire].